# Conus rogmartini
Conus rogmartini é uma espécie de gastrópode do gênero Conus, pertencente à família Conidae.